# JIS X 0208
JIS X — це 2-байтовий набір символів, специфікований як Японський Індустріальний Стандарт, який має 6879 знаків для набору тексту, назв місць й імен і т. ін. японською мовою. Офіційна назва дійсного стандарту — Семи- та восьмибітні двобайтові кодовані набори канджі для обміну інформації (7ビット及び8ビットの2バイト情報交換用符号化漢字集合). Спочатку набір було встановлено як JIS C 6226 у 1978 році, а потім у 1983, 1990 й 1997 рр. було оновлено.
| Прапор Японії | Це незавершена стаття про Японію. Ви можете допомогти проєкту, виправивши або дописавши її. |